# FK RFS
FK RFS este un club de fotbal din Riga, Letonia. Echipa susține meciurile de acasă pe NSB Arkadija.